# Cantón de Oyonnax-Norte
El cantón de Oyonnax-Norte (en francés canton d'Oyonnax-Nord) era una división administrativa francesa del departamento de Ain, en la región de Ródano-Alpes.

## Composición
El cantón estaba formado por cuatro comunas más una fracción de la comuna de Oyonnax. 
- Arbent
- Belleydoux
- Dortan
- Échallon
- Oyonnax (fracción)

## Supresión del cantón
En aplicación del decreto nº 2014-147 del 13 de febrero de 2014, el cantón de Oyonnax-Norte fue suprimido el 1 de abril de 2015 y sus 5 comunas pasaron a formar parte; dos del cantón de Oyonnax, dos del cantón de Nantua y una del cantón de Pont-d'Ain.